# Lago Utah
O lago Utah (em inglês:  Utah Lake) é um lago de água doce no Utah, Estados Unidos. Situado no lado ocidental do Vale do Utah, o lago fica junto do monte Timpanogos e do monte Nebo. O seu único efluente é o rio Jordan, afluente do Grande Lago Salgado e é altamente regulado por bombagem. A evaporação é responsável por 42% da saída de água do lago, o que o deixa levemente salino. A sua altitude é 1380 m, e se o nível de água subir mais faz-se o rio Jordan escoar mais através de comportas.
O primeiro europeu a ver o lago Utah foi o padre Silvestre Vélez de Escalante em 1776. 
É um dos maiores lagos naturais de água doce do oeste dos Estados Unidos e o segundo maior lago nascido do antigo lago Bonneville, depois do Grande Lago Salgado.
Várias espécies de peixes são endémicas, como o Chasmistes liorus (june sucker), espécie ameaçada e o Cottus echinatus Utah Lake sculpin, já extinta.
Embora 13 espécies sejam originárias do lago, só o Chasmistes liorus e o Catostomus ardens vivem lá hoje em dia, e representam menos de 2% da biomassa.
A espécie dominante no lago é a carpa-comum, introduzida em 1881 para substituir os peixes nativos vítimas da sobrepesca. Representa mais de 90% da biomassa e contribui severamente para a decadência das espécies endémicas alterando o ecossistema.
Em virtude da proximidade da área urbana de Provo-Orem, o lago é local de prática de desportos náuticos como a vela e o esqui aquático. É também local de pesca.